# Cargojet Airways
Cargojet Airways Ltd (TSX: CJT
), що діє як Cargojet Airways, — канадська вантажна авіакомпанія зі штаб-квартирою у місті Міссіссога, провінція Онтаріо, що працює на ринку вантажних авіаперевезень по всій країні і на міжнародних напрямках.
Cargojet Airways Limited є публічною акціонерною компанією з акціями, розміщеними на фондовій біржі Торонто. Станом на кінець 2009 року ринкова капіталізація компанії становила 24 мільйони доларів США. У постійному штаті Cargojet Airways працюють близько 400 чоловік.
Головними транзитними вузлами авіакомпанії є Міжнародний аеропорт Гамільтон імені Джона Мунро, Міжнародний аеропорт Ванкувер і Міжнародний аеропорт імені П'єра Еліота Трюдо.

## Історія
Авіакомпанія Cargojet Airways була утворена 21 лютого 2002 року і почала операційну діяльність у червні того ж року. До виділення в самостійну структуру компанія була відома, як вантажний підрозділ Canada 3000 Cargo канадського перевізника Canada 3000. Засновник компанії, її президент і генеральний директор Аджай Вірмані в липні 2001 року придбав 50 % власності підрозділу у авіакомпанії Canada 3000, а в лютому 2002 року — викупив решту 50 %, після чого 21 лютого назва перевізника було змінено на чинне в даний час Cargojet Airways.
У липні 2002 року авіакомпанія придбала працювавшу в сфері логістики фірму «Winport Logistics», а 17 липня 2007 року викупила вантажний підрозділ Georgian Express регіональної авіакомпанії Air Georgian, сформувавши при цьому окремого дочірнього перевізника Cargojet Regional для роботи на регіональних напрямах. З придбанням Georgian Express повітряний флот компанії поповнився трьома літаками Beech 1900 і чотирма літаками Cessna Caravan, всі сім лайнерів мали вантажну конфігурацію.
1 травня 2008 року Cargojet Airways придбала 51 % акцій ще одного канадського перевізника Prince Edward Air. У цьому ж році авіакомпанія розпочала програму оновлення власного повітряного флоту, в процесі реалізації якої парк літаків поповнився двома літаками Boeing 767-200ER і одним Boeing 757-200ER. Лайнер B757-200ER раніше експлуатувався шведської чартерної авіакомпанії TUIfly Nordic і був переобладнаний вантажний варіант фірмою Precision Freighter, два літака B767-200ER були придбані у американського магістрального перевізника American Airlines і перекомпоновывались у вантажну конфігурацію ізраїльської корпорацією Israeli Aerospace Industries.

## Маршрутна мережа авіакомпанії

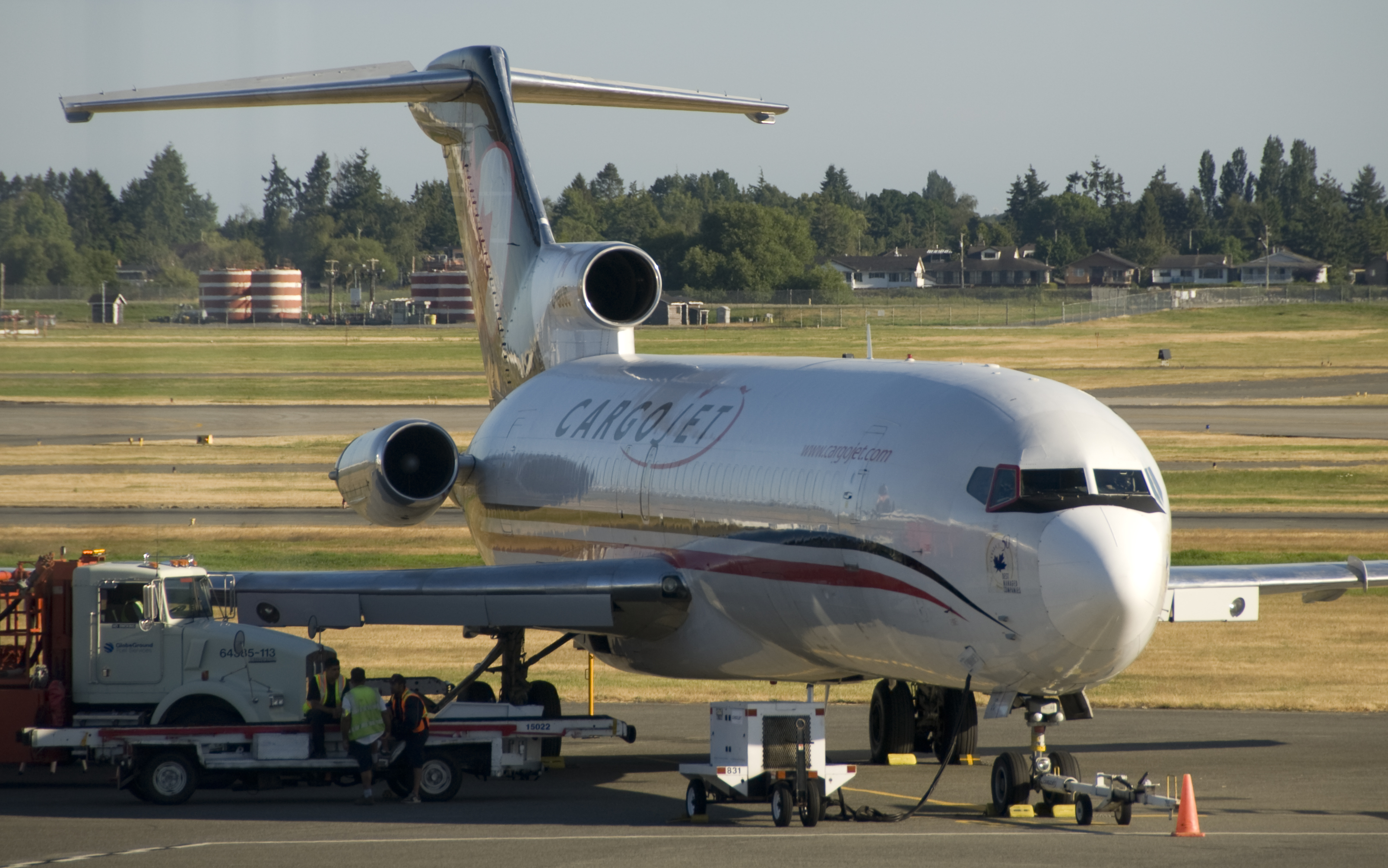
Boeing 727-200F авіакомпанії Cargojet Airways міжнародному аеропорту Ванкувера

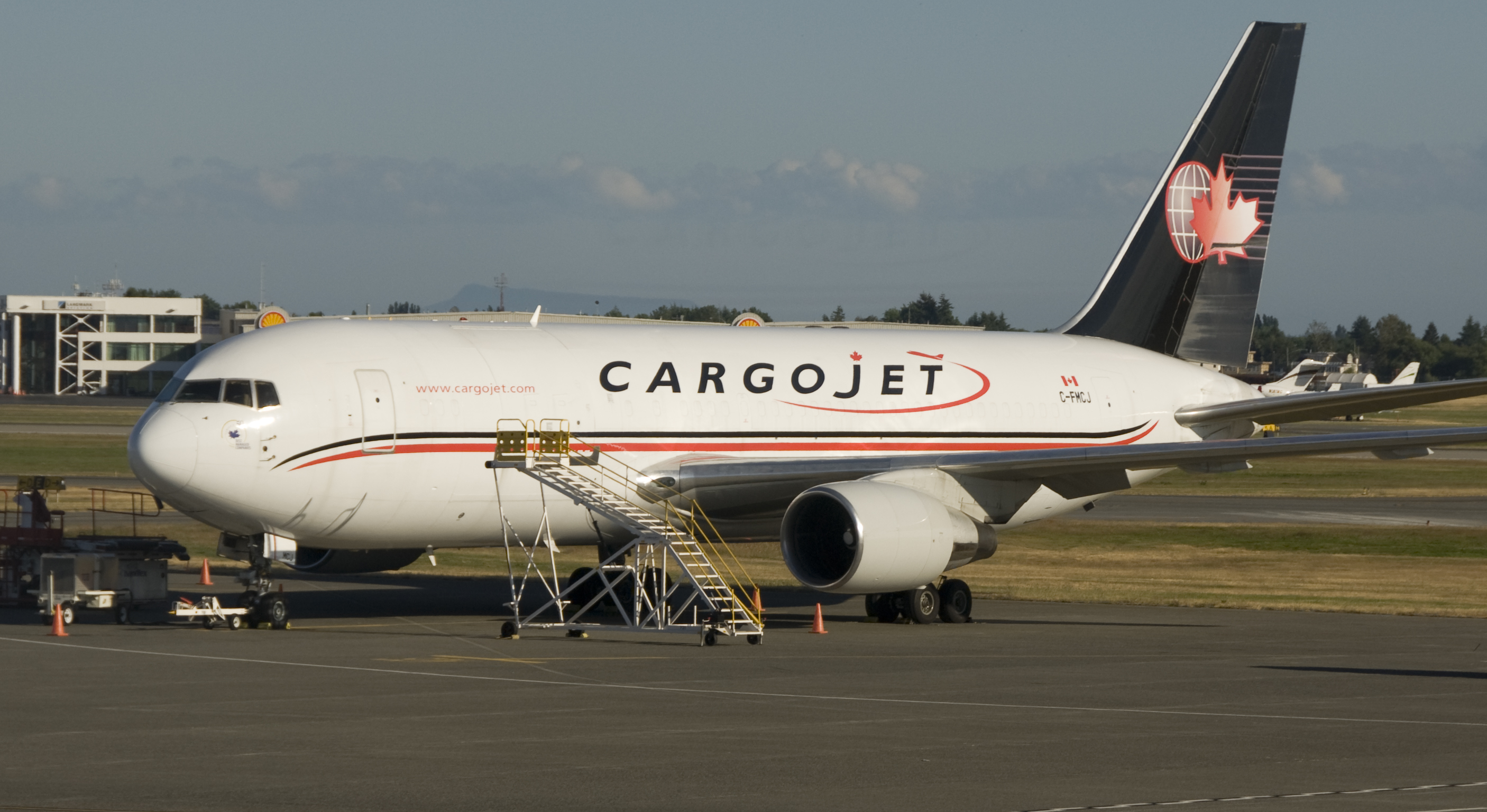
Boeing 767-200ER Cargojet Airwaysв міжнародному аеропорту Ванкувера

Станом на 2008 рік авіакомпанія Cargojet Airways виконувала регулярні вантажні рейси за такими напрямами:
- Внутрішні (магістральні) — Калгарі, Едмонтон, Галіфакс, Гамільтон, Монктон, Монреаль, Оттава, Ріджайна, Саскатун, Сент-Джонс, Торонто Пірсон, Ванкувер та Вінніпег.
- Внутрішні (транзитні) — Торонто (транзит з/в Гамільтон) і Монреаль Трюдо (транзит з/в Монреаль Мірабель)
- Внутрішні (Атлантична Канада)- Квебек Жана Лесажа[6]
- Внутрішні (провінція Онтаріо) — Ірлтон, Елліот-Лейк, Капасказінг, Лондон-Онтаріо, Норт-Бей, Сарнія, Су-Сент-Марі, Садбері, Тіммінс і Тандер-Бей[7]
- Міжнародні (магістральні) — Пижовиці, Польща[8], Ньюарк, Нью-Джерсі, США, Бермуди
- Міжнародні (транзитні) — Ньюарк, Нью-Джерсі, США з Гамільтона

## Флот
Станом на жовтень 2008 року повітряний флот авіакомпанії Cargojet Airways складали наступні літаки: